# Liste der denkmalgeschützten Objekte in Winzendorf-Muthmannsdorf
Die Liste der denkmalgeschützten Objekte in Winzendorf-Muthmannsdorf enthält die 10 denkmalgeschützten unbeweglichen Objekte der Gemeinde Winzendorf-Muthmannsdorf im niederösterreichischen Bezirk Wiener Neustadt-Land.

## Denkmäler
| Foto |                 | Denkmal                                                                  | Standort                                        | Beschreibung | Metadaten |
| ---- | --------------- | ------------------------------------------------------------------------ | ----------------------------------------------- | --- | --- |
| ja   | Datei hochladen | Ruine Emmerberg HERIS-ID: 30580 Objekt-ID: 27331                         | Emmerberg 1, in der Nähe Standort KG: Emmerberg | Die ausgedehnte Burganlage entstand ab 1170 auf Felsrücken am Eingang der Prossetschlucht. Nach Zerstörung wurden Burg und Kapelle um 1250/70 wieder errichtet. Um 1430/50 wurde diese romanische Kernburg weitgehend abgerissen und durch einen spätgotischen Neubau ersetzt; weitere Ausbauten erfolgten im 16. und 17. Jahrhundert. Seit etwa 1760 ist die Burg dem Verfall preisgegeben.               | BDA-Hist.: Q1015271 Status: Bescheid Stand der BDA-Liste: 2025-06-30 Name: Ruine Emmerberg GstNr.: 77 Burgruine Emmerberg |
| ja   | Datei hochladen | Pfarrhof HERIS-ID: 30583 Objekt-ID: 27334                                | Kirchenstraße 1 Standort KG: Muthmannsdorf      | Der zweigeschoßige Baublock mit Walmdach wurde nach Zerstörung 1683 neu errichtet. Noch vom spätgotischen Vorgängerbau stammt der Flacherker über Konsolen an der Südostfassade. | BDA-Hist.: Q37935847 Status: § 2a Stand der BDA-Liste: 2025-06-30 Name: Pfarrhof GstNr.: .1 Pfarrhof, Muthmannsdorf |
| ja   | Datei hochladen | Kath. Pfarrkirche hll. Peter und Paul HERIS-ID: 30581 Objekt-ID: 27332   | Kirchenstraße 2 Standort KG: Muthmannsdorf      | Ein Sakralbau mit romanischem Chorquadrat zwischen einem barocken Langhaus im Westen und einem gotischen Chor (1419) im Osten. 1939 wurden Wandmalereien aus dem 13. Jahrhundert entdeckt und freigelegt. | BDA-Hist.: Q1544336 Status: § 2a Stand der BDA-Liste: 2025-06-30 Name: Kath. Pfarrkirche hll. Peter und Paul GstNr.: .3, 1798/1 St. Peter im Moos (Muthmannsdorf) |
| ja   | Datei hochladen | Wohnhaus, ehem. Schule HERIS-ID: 30582 Objekt-ID: 27333                  | Kirchenstraße 2 Standort KG: Muthmannsdorf      | Der eingeschoßige rechteckige Bau mit Walmdach stammt aus dem Jahr 1783. | BDA-Hist.: Q37935830 Status: § 2a Stand der BDA-Liste: 2025-06-30 Name: Wohnhaus, ehem. Schule GstNr.: .2 Ehemaliges Schulhaus, Muthmannsdorf |
| ja   | Datei hochladen | Bildstock HERIS-ID: 30584 Objekt-ID: 27335                               | bei Kirchenstraße 2 Standort KG: Muthmannsdorf  | Neben der Kirche St. Peter im Moos erhebt sich der gedrungene Nischenpfeiler mit Kreuzaufsatz. | BDA-Hist.: Q37935868 Status: § 2a Stand der BDA-Liste: 2025-06-30 Name: Bildstock GstNr.: 1798/1 Bildstock, Muthmannsdorf |
| ja   | Datei hochladen | Höhensiedlung und Hügelgräber Malleiten HERIS-ID: 59832 Objekt-ID: 71436 | Malleiten Standort KG: Muthmannsdorf            | Große Anzahl ur- und frühgeschichtlicher Siedlungsreste, die unter anderem mit der Gewinnung und Verarbeitung von Kupfer in Zusammenhang stehen, größte Blüte der Siedlung in der Hallstattzeit, mehrere Hügelgräberfelder in den Waldbereichen angelegt, zahlreiche Funde in den Höhlen des Berges, römische Steindenkmäler von der Malleiten befinden sich in den Schlössern Ebreichsdorf und Hernstein. | BDA-Hist.: Q64692166 Status: Bescheid Stand der BDA-Liste: 2025-06-30 Name: Höhensiedlung und Hügelgräber Malleiten GstNr.: 1007, 1008, 1009, 1011, 1014, 1015/1, 1015/2, 1015/3, 1016/1, 1016/2, 1017/1, 1017/2, 1019/1, 1019/2, 1022, 1023, 1024/1, 1024/2, 1015/1, 1025/2, 1026/1, 1016/2, 1027/1, 1027/2, 1018/1, 1028/2, 1029/1, 1029/2, 1030/1, 1030/2, 1031, 1032, 1034/1, 1034/2, 1035, 1036, 1037, 1039, 1040, 1041/1, 1041/2, 1041/3, 1042, 1043, 1044, 1045, 1047/1, 1047/2, 1047/3, 1047/4, 1048, 1049, 1050, 1051, 1051, 1055, 1056, 1057, 1058, 2186/2 |
| ja   | Datei hochladen | Anlage ehem. Marmorsteinbruch Engelsberg HERIS-ID: 255497seit 2024       | Standort KG: Muthmannsdorf                      | In diesem Steinbruch wurde bis zum Zweiten Weltkrieg der Engelsberger Marmor abgebaut. 1985 bis 1998 fanden hier Bildhauersymposien statt, deren Ergebnisse an Ort und Stelle vorhanden sind. | BDA-Hist.: Q124459070 Status: Bescheid Stand der BDA-Liste: 2025-06-30 Name: Anlage ehem. Marmorsteinbruch Engelsberg GstNr.: 1151/2 Engelsberger Marmorsteinbruch |
| ja   | Datei hochladen | Schafflermühle/Infangermühle HERIS-ID: 30589 Objekt-ID: 27340            | Hauptstraße 2 Standort KG: Winzendorf           | Die Substanz des langgestreckten zweigeschoßigen Baus stammt in großen Teilen aus dem 17. Jahrhundert. Die von Pfeilern flankierte Einfahrt wurde im vierten Viertel des 18. Jahrhunderts errichtet. Im Inneren ist ein Mahlwerk aus der zweiten Hälfte des 19. Jahrhunderts erhalten. | BDA-Hist.: Q37935909 Status: Bescheid Stand der BDA-Liste: 2025-06-30 Name: Schafflermühle/Infangermühle GstNr.: .21/2 |
| ja   | Datei hochladen | Kath. Filialkirche Mariae Himmelfahrt HERIS-ID: 30587 Objekt-ID: 27338   | neben Hauptstraße 10 Standort KG: Winzendorf    | Vom 13. bis zum 15. Jahrhundert entstand die mehrfach umgestaltete und erweiterte Saalkirche mit gerade schließendem Chor. 1885 wurde im Westen der abgesetzte Turm errichtet. | BDA-Hist.: Q18020160 Status: § 2a Stand der BDA-Liste: 2025-06-30 Name: Kath. Filialkirche Mariae Himmelfahrt GstNr.: .11 Filialkirche Mariae Himmelfahrt, Winzendorf |
| ja   | Datei hochladen | Karner HERIS-ID: 30588 Objekt-ID: 27339                                  | Hauptstraße 100, bei Standort KG: Winzendorf    | Der frei stehende, hoch proportionierte gotische Rechteckbau mit Satteldach wurde vermutlich in der ersten Hälfte des 14. Jahrhunderts errichtet. Nach Zerstörung 1529 wurde er wieder aufgebaut und zur Grabkapelle der Familie Teufel ausgestaltet. | BDA-Hist.: Q37935894 Status: § 2a Stand der BDA-Liste: 2025-06-30 Name: Karner GstNr.: .11 Karner, Winzendorf |